# Dragan Džajić
Dragan « Dzaja » Džajić, né le 30 mai 1946 à Ub (alors en Yougoslavie, aujourd'hui en Serbie), est un footballeur international yougoslave et dirigeant de football serbe. 
Évoluant au poste d'ailier gauche, il détient le record du nombre de sélections en équipe de Yougoslavie. La Serbie-et-Monténégro le nomme en 2004, à la demande de l'UEFA, comme le meilleur joueur serbe des cinquante dernières années.

## Biographie

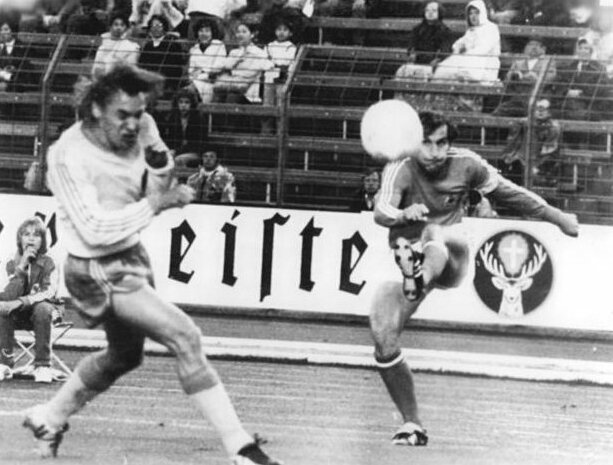
Džajić (à droite) face au Suédois Jan Olsson à la Coupe du monde 1974

Son sens du dribble, sa capacité à centrer et à tirer des coups francs en font l'un des meilleurs joueurs serbes et yougoslaves de tous les temps. Il était également capable de marquer sur des corners directs.
Il réalise l'essentiel de sa carrière à l'Étoile Rouge de Belgrade, où il fait ses débuts en 1961, alors qu'il n'a que 15 ans, et achève sa carrière en 1978. Il dispute un total de 590 matchs, toutes compétitions confondues, avec le club serbe et inscrit un total de 287 buts.
Entretemps, il ne quitte le club que deux saisons, le temps d'un passage en France au SEC Bastia où il marque 33 buts en 71 matchs, toutes compétitions confondues (31 buts en 66 matchs de championnat),. Il permet au club corse de finir pour la première fois de son histoire sur le podium du championnat de France en 1977 avec une 3e place. Dragan Džajić marque alors cette saison-là 21 buts (6e meilleur buteur du championnat), tandis que son club termine le championnat avec la meilleure attaque (82 buts).
Džajić est le détenteur du record absolu (la Yougoslavie n'existant plus) de sélections en équipe de Yougoslavie (85). Il fait partie de la sélection yougoslave lors de la Coupe du monde 1974 en Allemagne.
Titulaire d'un diplôme en économie et commerce, il devient par la suite le directeur sportif de l'Étoile rouge de 1998 à 2004.
Le 9 décembre 2007, il est nommé directeur technique de l'équipe de Serbie.
En décembre 2012, il est nommé président de l'Etoile Rouge de Belgrade.

## Style de jeu
Džajić est considéré comme le meilleur joueur serbe de l'histoire, le meilleur joueur yougoslave de l'histoire, l'un des meilleurs joueurs de sa générations et de l'histoire, l'un des meilleurs ailiers gauches de l'histoire et le meilleur joueur de l'histoire de l'Étoile Rouge de Belgrade. Commençant sa formation comme arrière gauche, il bascule en position d'ailier gauche. Malgré ce nouveau positionnement dans le jeu, il garde des aptitudes défensives malgré un jeu plus haut. 
Ailier gauche doté d'une très grande technique, c'était un joueur très rapide avec comme sans ballon ayant une très grande capacité a dribbler en utilisant des gestes techniques de grandes classes , passement de jambe , roulette etc .... ayant quand même un gout pour le spectacle néanmoins il changera plus tard son style de jeu en étant moins individuel et en donnant plus son ballon , doté d'une vision du jeu largement au dessus de la moyenne pouvant prévoir le moindre déplacement de son adversaire son sens de l'anticipation lui fait rarement défaut il se trompe rarement dans ses choix , sachant bien faire la différence entre son rôle de création et sa capacité de scoreur compulsif . Il avait également une très bonne conduite de balle ce qui lui permet même à grande vitesse de garder la balle et d'enchainer une série de dribble . Ayant une très grande qualité de passes long et court notamment dans ses centres il expliquera qu'il mettait toujours énormément d'effet pour tromper le plus facilement la défense et le gardien. Il est considéré par certain spécialiste comme l'un des meilleurs centreurs de l'histoire . Sa technique lui vaut d'être surnommé par les médias anglais « Dragan Magic ».
Dzajic était également un redoutable finisseur face au but quand il tirait la grande majorité du temps c'était but . Une finition chirurgical face au but de n'importe quel position et de n'importe quel façon , pied droit , pied gauche , en force et en finesse . Étant également très habile dans le jeu de tête étonnant malgré ça petite taille mais son placement très intelligent fait le reste étant toujours a la limite du hors jeu et sachant parfaitement se déplacer entre les lignes défensif . Il était également un spécialiste des coups de pied arrêtés tirant les coups francs il pouvait les marquer de n'importe ou en général a moins de 35m avec énormément d'effet ce qui lui a permis de marquer un grand nombre de coup franc dans les angles fermés , possédant une frappe sèche cela aide forcément étant également un très grand tireur de corner il était capable de placer le ballon ou il le veut en majorité il préférait les tirés proches du buts comme il l'expliqua plus tard on lui doit également quelque corner direct . Étant un bon tireur de pénalty, il les tirait en général détendu en enroulant ses frappes même sur pénalty .
Sa personnalité est régulièrement saluée comme étant une personne admirable par ses coéquipiers étant très serviable et gentil de par le témoignage de ses coéquipiers. Étant capable en pleine soirée de bruler des billets ou même en donner sa générosité est également saluer.
Il possède également un caractère fort sur le terrain ce qui a contribué à avoir du leadership ce qui lui a permis d'être capitaine de la Yougoslavie a environ 21,22 ans il a gardé le brassard presque 10 ans et à l'Étoile étant le capitaine très jeune également de ce fait sa manière à motiver ses coéquipiers est saluée.

## Citations
Pelé : « Dzajic est le miracle des Balkans, un vrai magicien. Je regrette juste qu'il ne soit pas brésilien car je n'ai jamais vu un footballeur aussi naturel".
Giacinto Facchetti : « J'aurais beaucoup aimé jouer avec lui c'est un joueur vraiment spécial ».
Johan Cruyff : « Il avait une façon de jouer qui était spectaculaire je ne sais pas si on reverra un joueur comme ça un jour ».
Franz Beckenbauer : « Il était clairement injouable ».
Wim Suurbier : « Il m'a fait courir, il m'a fait souffrir au début je pensais le marquer comme un autre joueur j'étais confiant ... il a marqué 2 buts ... » .
Bobby Moore : « Les trois meilleurs joueurs que j'ai affronté ... Pelé, Best et Dzajic ».

## Carrière
| Saison    | Club                     | Championnat | Matchs | Buts |
| --------- | ------------------------ | ----------- | ------ | ---- |
| 1962-1963 | Étoile Rouge de Belgrade | Yougoslavie | 1      | 0    |
| 1963-1964 | Étoile Rouge de Belgrade | Yougoslavie | 23     | 4    |
| 1964-1965 | Étoile Rouge de Belgrade | Yougoslavie | 28     | 9    |
| 1965-1966 | Étoile Rouge de Belgrade | Yougoslavie | 27     | 9    |
| 1966-1967 | Étoile Rouge de Belgrade | Yougoslavie | 24     | 13   |
| 1967-1968 | Étoile Rouge de Belgrade | Yougoslavie | 27     | 12   |
| 1968-1969 | Étoile Rouge de Belgrade | Yougoslavie | 33     | 16   |
| 1969-1970 | Étoile Rouge de Belgrade | Yougoslavie | 30     | 13   |
| 1970-1971 | Étoile Rouge de Belgrade | Yougoslavie | 29     | 12   |
| 1971-1972 | Étoile Rouge de Belgrade | Yougoslavie | 23     | 8    |
| 1972-1973 | Étoile Rouge de Belgrade | Yougoslavie | 20     | 9    |
| 1973-1974 | Étoile Rouge de Belgrade | Yougoslavie | -      | -    |
| 1974-1975 | Étoile Rouge de Belgrade | Yougoslavie | 16     | 3    |
| 1975-1976 | SEC Bastia               | France      | 21     | 10   |
| 1976-1977 | SEC Bastia               | France      | 35     | 21   |
| 1977-1978 | Étoile Rouge de Belgrade | Yougoslavie | 25     | 5    |

## Palmarès

### En club
- Vainqueur de la Coupe Mitropa en 1968 avec l'Étoile Rouge de Belgrade
- Champion de Yougoslavie en 1964, en 1968, en 1969, en 1970 et en 1973 avec l'Étoile Rouge de Belgrade
- Vainqueur de la Coupe de Yougoslavie en 1964, en 1968, en 1970 et en 1971 avec l'Étoile Rouge de Belgrade

### En équipe de Yougoslavie
- Vainqueur des Jeux méditerranéens en 1971
- Finaliste du Championnat d'Europe des Nations en 1968

### Distinctions individuelles
- Meilleur buteur du Championnat d'Europe des Nations en 1968 (2 buts)
- 3e du Ballon d'or en 1968
- Élu meilleur athlète yougoslave en 1969 par le magazine DSL Sport
- Nommé Joueur en Or de l'UEFA pour la Serbie en 2004
- Nommé Étoile de l'Étoile rouge